# Boreosignum somersensis
Boreosignum somersensis är en kräftdjursart som först beskrevs av Brian Frederick Kensley 1994.  Boreosignum somersensis ingår i släktet Boreosignum och familjen Paramunnidae.
Artens utbredningsområde är havet utanför Bermuda. Inga underarter finns listade i Catalogue of Life.